# Minnesota Golden Gophers
Minnesota Golden Gophers – nazwa drużyn sportowych University of Minnesota w Minneapolis i Saint Paul, biorących udział w akademickich rozgrywkach w Big Ten Conference oraz Western Collegiate Hockey Association (hokej na lodzie kobiet), organizowanych przez National Collegiate Athletic Association. 

## Sekcje sportowe uczelni

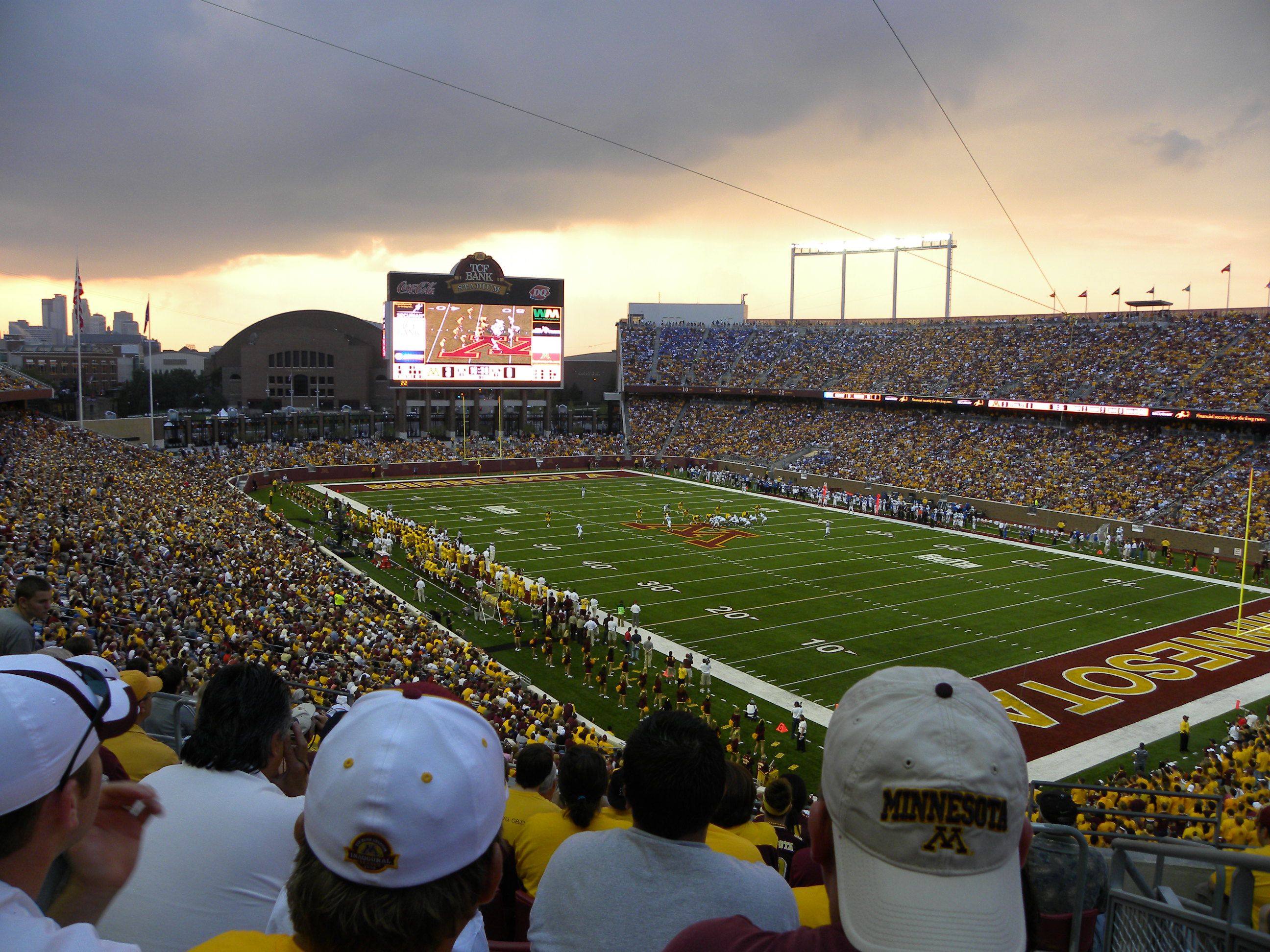
TCF Bank Stadium.

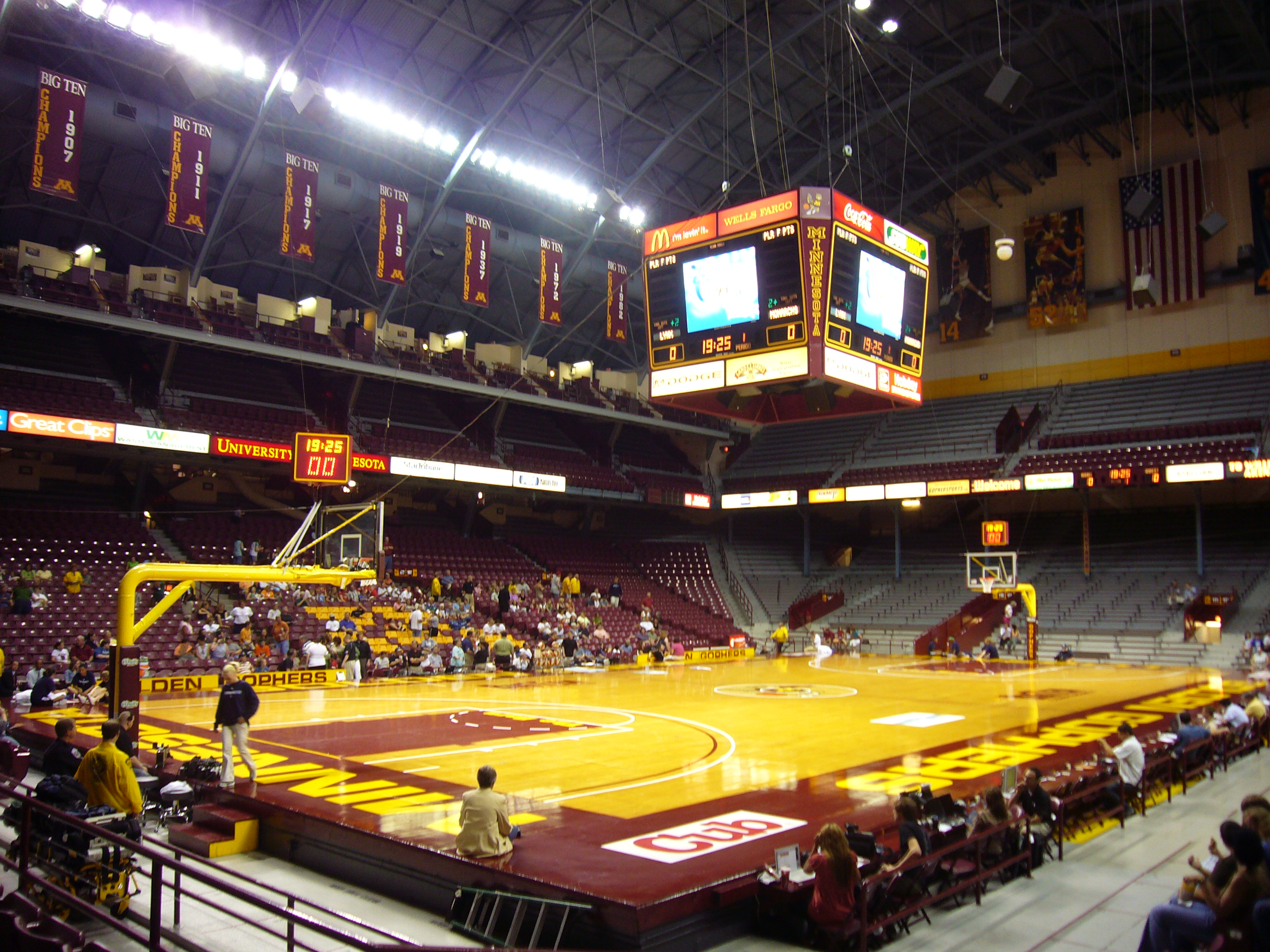
Williams Arena.

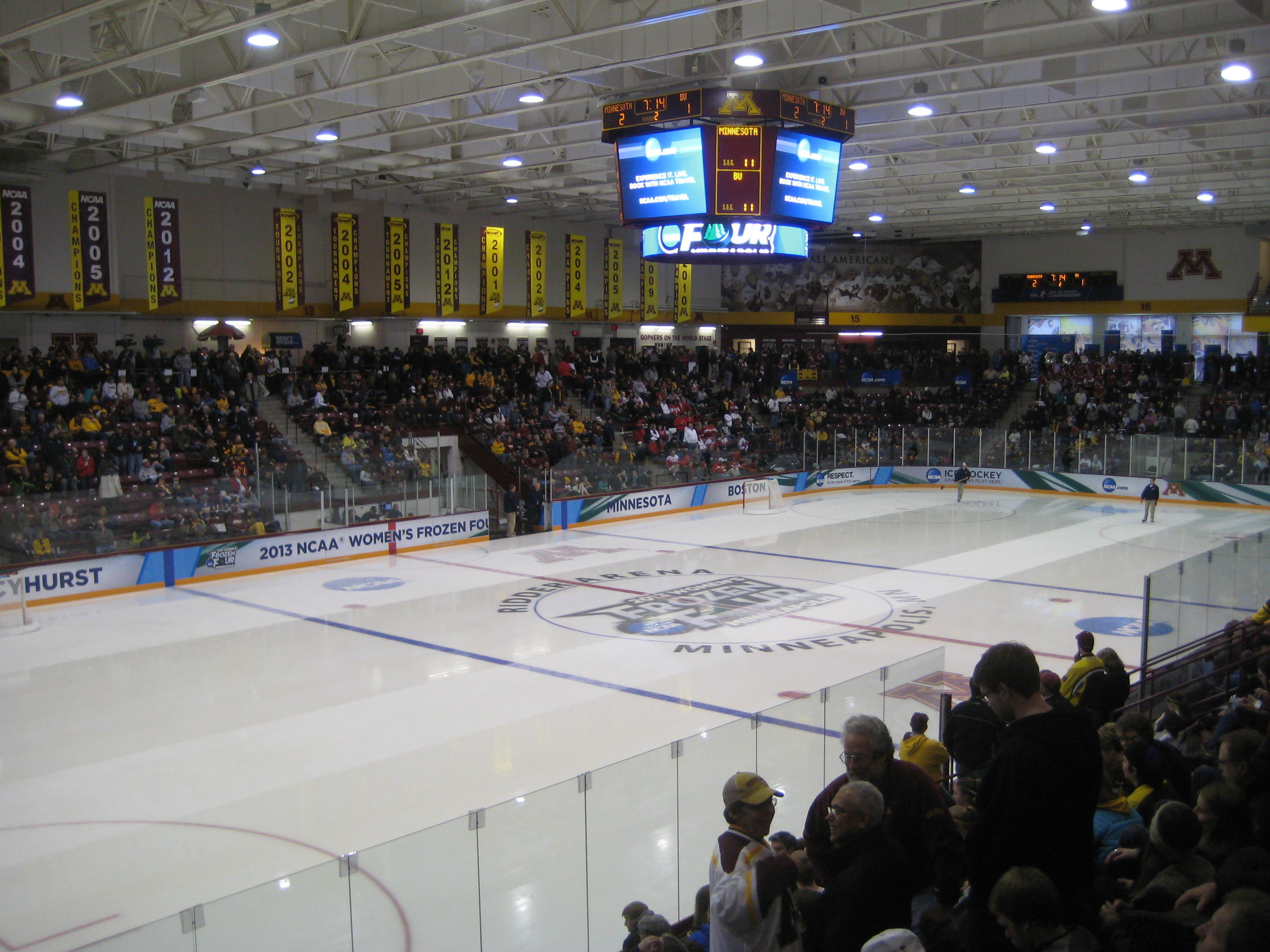
Ridder Arena.

| Mężczyźni - baseball (3): 1956, 1960, 1964 - bieg przełajowy - futbol amerykański - golf (1): 2002 - hokej na lodzie (5): 1974, 1976, 1979, 2002, 2003 - koszykówka - lacrosse - lekkoatletyka (1): 1948 - piłka nożna - pływanie - zapasy (3): 2001, 2002, 2007 | Kobiety - bieg przełajowy - gimnastyka artystyczna - golf - hokej na lodzie (5): 2004, 2005, 2012, 2013, 2015 - koszykówka - lekkoatletyka - piłka nożna - siatkówka - pływanie - softball - tenis - wioślarstwo |

W nawiasie podano liczbę tytułów mistrzowskich NCAA (stan na 1 lipca 2015)

## Obiekty sportowe
- TCF Bank Stadium – stadion futbolowy o pojemności 50 805 miejsc[4]
- Williams Arena – hala sportowa o pojemności 14 625 miejsc, w której odbywają się mecze koszykówki[5]
- Mariucci Arena – hala sportowa o pojemności 10 000 miejsc, w której odbywają się mecze hokeja na lodzie mężczyzn[6]
- Ridder Arena – hala sportowa o pojemności 3400 miejsc, w której odbywają się mecze hokeja na lodzie kobiet[7]
- Elizabeth Lyle Robbie Stadium – stadion piłkarski o pojemności 1000 miejsc[8]
- The Sports Pavilion – hala sportowa, w której rozgrywane są mecze siatkówki[9]
- Siebert Field – stadion baseballowy o pojemności 1420 miejsc[10]
- Jane Sage Cowles Stadium – stadion softballowy o pojemności 1000 miejsc[11]
- Jean K. Freeman Aquatic Center – hala sportowa z pływalnią[12]
- University of Minnesota Track and Field Facilities – stadion lekkoatletyczny o pojemności 4000 miejsc i hala lekkoatletyczna o pojemności 800 miejsc[13]